# Abrioni
Abrioni è un cognome di lingua sarda.

## Varianti
Il cognome non presenta varianti.

## Origine e diffusione
Cognome tipicamente sardo, è presente prevalentemente a Pattada.
Potrebbe derivare dal termine abru, "cinghiale".